# Chaetopodella albocincta
Chaetopodella albocincta är en tvåvingeart som beskrevs av Richards 1964. Chaetopodella albocincta ingår i släktet Chaetopodella och familjen hoppflugor. Inga underarter finns listade i Catalogue of Life.